# Régie de la santé de la Nouvelle-Écosse
La Régie de la santé de la Nouvelle-Écosse (Nova Scotia Health Authority en anglais) est l'autorité provinciale en matière de santé en Nouvelle-Écosse au Canada. Avec 23 000 employés, il s'agit du plus grand employeur de la province. Elle a été fondée le 1er avril 2015 par la fusion de neuf régies de santé régionales.

## Annexe